# بيتر وينينج
بيتر وينينج (بالهولندية: Pieter Weening)‏ مواليد 5 أبريل 1981 في هولندا، هو دراج هولندي في صنف سباق الدراجات على الطريق.

## سباقات أو مراحل فاز بها
- طواف فرنسا
- بطولة العالم لسباق الدراجات على الطريق
- طواف إيطاليا